# Prefettura apostolica di Placentia
La prefettura apostolica di Placentia (in latino: Praefectura Apostolica de Placentia) è una sede soppressa della Chiesa cattolica.

## Territorio
La prefettura apostolica comprendeva la parte meridionale della penisola di Avalon sull'isola canadese di Terranova.
Sede prefettizia era la città di Placentia in Terranova allora colonia inglese, poi entrata a far parte del Canada.

## Storia
La prefettura apostolica fu eretta il 16 settembre 1870 con il breve Quae Catholicae rei di papa Pio IX, ricavandone il territorio dalla diocesi di Saint John's (oggi arcidiocesi) e dalla diocesi di Harbour Grace (oggi diocesi di Grand Falls). Contestualmente fu affidata in amministrazione al vescovo di Saint John's.
Il 28 aprile 1892 la prefettura apostolica fu soppressa con il breve Quae catholico nomini di papa Leone XIII, e il suo territorio incorporato nella diocesi di Saint John's e nel vicariato apostolico di Saint George's (oggi diocesi di Corner Brook-Labrador).